# Miconia amazonica
Miconia amazonica är en tvåhjärtbladig växtart som beskrevs av José Jéronimo Triana. Miconia amazonica ingår i släktet Miconia och familjen Melastomataceae. Inga underarter finns listade i Catalogue of Life.